# Miracle dels corporals de Daroca

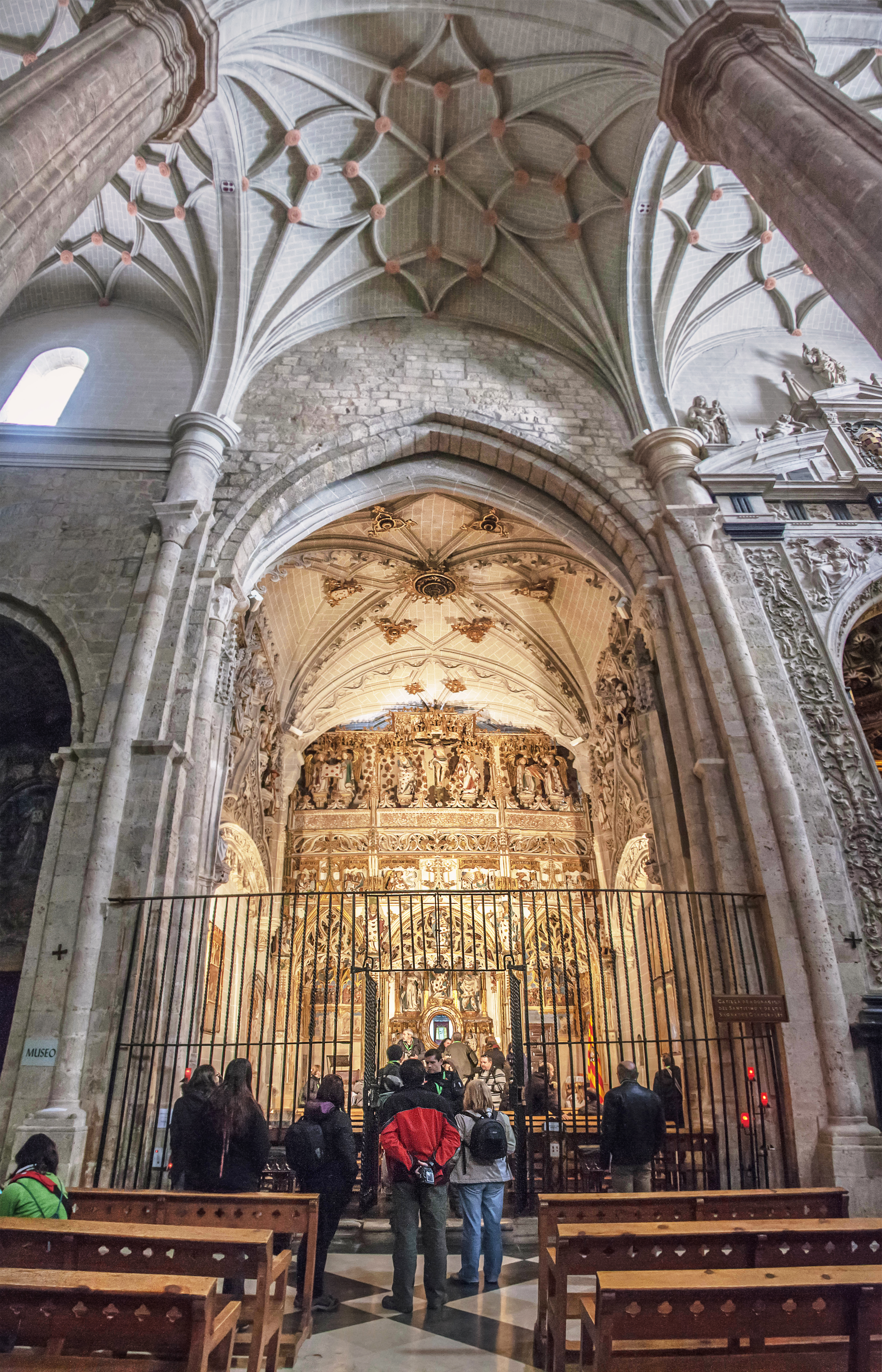
Els Corporals de Daroca es poden visitar a l'església de Santa Maria de Daroca.

El Miracle dels corporals de Daroca és un miracle eucarístic ocorregut el segle XIII durant la segona revolta d'al-Azraq, en el context del període històric conegut com la Reconquesta.

## Relat
Els fets haurien passat a prop del Castell de Xiu de Llutxent on Berenguer d'Entença liderava les tropes de Daroca, Calataiud i Terol contra els musulmans després de la conquesta de València de Jaume I el 1238. Els musulmans apretaven i els cristians tenien totes les de perdre. Berenguer d'Entença va demanar a mossèn Mateu, de l'església de Sant Cristòfol de Daroca, que fes una missa. Durant la celebració van rebre l'atac dels musulmans, el sacerdot va amagar sis hòsties consagrades en un llenç, i després de la victòria van veure que les formes tenien sang.
Després de la victòria discuteixen qui s'ha d'endur el llenç amb les hòsties. Van sortejar-ho tres vegades i va tocar Daroca, però els de Calataiud i Terol no hi estaven conformes. Per això es decideix posar-lo sobre un burro i deixar-la amb llibertat, que arriba fins a les portes de l'església de Sant Marc, posteriorment convent de Santa Anna, on cau mort. La relíquia va estar un temps en aquesta església fins a ser traslladat a l'església de Santa Maria.

## Història
Els fets relatats figuren al document anomenat Carta de Xiva que data del 1340 i es conserva a l'Arxiu Col·legial de Daroca.
D'ençà d'aquesta carta Daroca es convertí en lloc de pelegrinatge. El dia de Corpus s'hi fa una processó amb la relíquia, que es conserven a l'església de Santa Maria.